# Omega Constellation

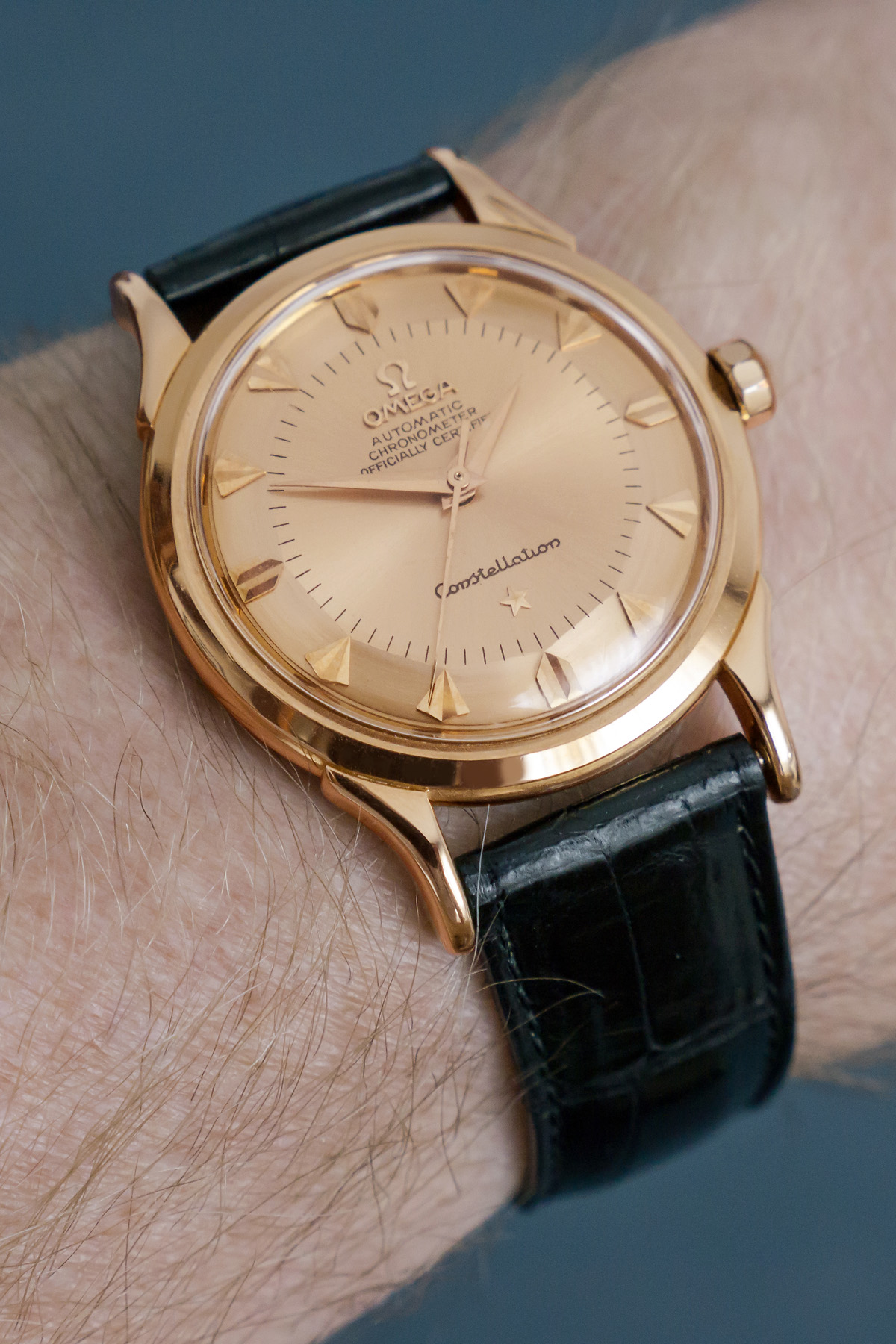
Omega Constellation Rotgold 1958

Omega Constellation  ist eine Armbanduhr der heute zur Swatch Group gehörenden Schweizer Firma Omega SA, die erstmals im Jahre 1952 als Uhrenmodellreihe vorgestellt wurde und seither ununterbrochen angeboten wird.

## Geschichte
Die Uhrenmodellreihe hat eine bewegte Geschichte. Im Laufe der Zeit wurden unterschiedliche Werke (Hammer-, Rotor-automatikwerke, Quarz-Werke und andere) eingebaut. Anfangs wurden eigene Uhrwerke verwendet, später und bis heute nutzt man die ETA-Basiskaliber der Swatch Group, teils in individualisierter Version. Über die Jahre wurden unterschiedliche Materialien für die Uhrengehäuse und die Armbänder verwendet und auch das Grunddesign wurde den Moden der verschiedenen Nachkriegsepochen angepasst.
Prägend seit den 1980er Jahren ist eine feststehende Lünette mit gravierten römischen Ziffern ohne III und IX, wo sich stattdessen vier polierte Krappen befinden.
Bekannte Persönlichkeiten wie Cindy Crawford haben für diese Modellreihe mit dem Slogan „Significant moments“ geworben.

## Heutige Situation
Noch heute zählt die Constellation zu einer bedeutenden Modellreihe von Omega, derzeit gibt es fünf Uhrentypen:
- Chronometer
- Quarz
- Double Eagle Chronometer
- Double Eagle Chrono
- Double Eagle Perpetual Calendar